# 浜松電灯
浜松電灯（旧字体：濱松󠄁電燈、はままつでんとう）は、静岡県浜松市において明治時代後期に存在した日本の電力会社である。中部電力パワーグリッド管内にかつて存在した事業者の一つ。
1895年（明治28年）に開業しながらも5年で廃業した合資会社組織の企業（浜松電灯合資会社）と、1904年（明治37年）に設立・開業した株式会社組織の企業（浜松電灯株式会社）の2つが「浜松電灯」を称した。本項ではその双方について記述する。

## 浜松電灯合資会社の失敗
静岡県西部に位置する浜松市（1911年の市制施行まで浜名郡浜松町）において、最初に電気事業の計画が立てられたのは1893年（明治26年）初頭にさかのぼる。創業者は地元の実業家竹田寅吉で、「浜松電灯合資会社」が事業にあたった。
竹田は古くから製粉・精米などの用途で水車の利用が盛んであった浜松の西にある富塚村を調査し、当時日本では実用化されて間もない水力発電を企画した。電機メーカーの三吉電機工場に工事について相談すると、箱根湯本で水力発電所建設を手掛けた電気技師大岡正（おおおか まさし）を紹介される。発電機（300灯用単相交流発電機）を三吉工場から購入し、工事は大岡に任せることとなり、佐鳴湖に注ぐ西川の上流部にて発電所建設を始めた。発電所は1893年9月に完成。さっそく試運転を始めるが、3キロメートル離れた富塚村役場での点灯実験に失敗、設備も故障してしまう。
水力発電の失敗に伴い、竹田は火力発電に方針を転換。中古のボイラー・蒸気機関を入手し、発電機を移して浜松駅前に火力発電所を新設の上、1895年（明治28年）10月開業に漕ぎつけた。静岡県下では同じ月に熱海で開業した熱海電灯所に続く2番目の電気事業であり、県庁所在地静岡市における静岡電灯開業よりも1年半早い。しかし事業成績は振るわず、開業5年後の1900年（明治33年）でも需要家数173戸・電灯数445灯に留まり、赤字を重ねて同年7月営業停止に至った。
浜松電灯の失敗により、創業者の竹田寅吉は家産を失い没落したという。

## 浜松電灯株式会社の展開
浜松電灯合資会社の廃業後も、浜松では電灯供給を希望する声があったが、一度失敗した事業でもありすぐには続くものが現れなかった。そうした中、経緯は不明だが神奈川県の電灯会社神奈川電灯（1890年設立・1909年横浜共同電気に合併）が浜松に進出し、1902年（明治35年）9月30日付で浜松町内における電気事業許可を取得した。伝馬町に火力発電所を置いて町内全域で電灯供給を行う計画であったという。しかし同社も開業に至らなかった。
その未開業の権利を、今度は浜松電灯株式会社が引き継いだ。逓信省による事業譲渡認可は1903年（明治36年）12月17日付で、翌1904年（明治37年）1月25日、浜松町伝馬に浜松電灯が設立された。会社の発起人には鈴木幸作（醸造業ヤマヤ）・山葉寅楠（ヤマハ創業者）・宮本甚七（日本形染創業者）・鶴見信平（浜松町長）など浜松の有力者が名を連ねており、その中から鈴木幸作が社長に就いた。資本金は設立時4万円。再興されたこの浜松電灯では静岡電灯から技師長を招いて同社を模範に事業を進め、浜松駅南側の砂山町にゼネラル・エレクトリック製三相交流発電機を備えた出力75キロワットの火力発電所を建設し、1904年（明治37年）12月1日開業に至った。
こうして復活した浜松の電気事業はその後順調に発展し、1909年（明治42年）11月には電灯数が5000灯に到達、それを記念して電灯料金の値下げを行った。翌1910年（明治43年）時点での電灯数は6350灯で、供給区域は浜松町と隣接する天神町村・曳馬村・富塚村・浅場村であった。この間の1906年（明治39年）12月22日付で6万円の増資を決議し、さらに1910年7月25日付で10万円の追加増資を決議して、資本金を20万円（うち12万5000円払込）としている。
1911年（明治44年）2月、大井川での水力発電所建設を目指す日英水電が東京に設立された。同社と浜松電灯の交渉の結果、日英水電による事業の買収案がまとまり、7月に浜松電灯の事業は日英水電へ譲渡された。買収価格は17万5000円。浜松電灯は同年6月30日付で解散している。買収に伴い日英水電は浜松支店を開設、翌1912年（明治45年）6月には大井川・小山発電所（1936年廃止）が運転を開始すると浜松へと至る送電線を新設し、電源の水力発電転換を果たした。

## 発電所について
前述の通り、浜松電灯株式会社の火力発電所は浜松駅南側に置かれた。1910年時点の状況を記した逓信省の資料によると、発電所名は「浜松発電所」といい、発電設備はアメリカ製ボイラー3缶、アメリカ製125馬力蒸気機関・同295馬力蒸気機関各1台、ゼネラル・エレクトリック製75キロワット三相交流発電機・ウェスティングハウス・エレクトリック製160キロワット三相交流発電機各1台からなる。
発電所はその後日英水電時代の1916年（大正5年）5月に廃止された。